# Andreja Klepačová
Andreja Klepačová (* 13. března 1986 Koper) je slovinská profesionální tenistka, která se začala po sezóně 2009 specializovat na čtyřhru.
Ve své dosavadní kariéře na okruhu WTA Tour vyhrála jedenáct deblových turnajů, včetně titulů na Cincinnati Masters 2019 z kategorie Premier 5, kde triumfovala po boku Lucie Hradecké, a závěrečného turnaje sezóny Elite Trophy 2019, kam se kvalifikovala s Ukrajinkou Ljudmylou Kičenokovou. V jediném finále dvouhry na Budapest Grand Prix 2008 podlehla Francouzce Alizé Cornetové. V rámci okruhu ITF získala tři tituly ve dvouhře a třináct ve čtyřhře. Na nejvyšší grandslamové úrovni došla v ženské čtyřhře šestkrát do čtvrtfinále, třikrát z toho na US Open, dvakrát na Australian Open a jednou na French Open.
Na žebříčku WTA byla nejvýše ve dvouhře klasifikována v červenci 2008 na 99. místě a ve čtyřhře pak v červenci 2017 na 12. místě. Trénuje ji krajan Primož Starčič.
V slovinském fedcupovém týmu debutovala v roce 2004 utkáním proti Indonésii, v němž proti Lize Andriyaniové získal pro Slovinsko jediný bod. Do roku 2021 v soutěži nastoupila k dvaceti sedmi mezistátním utkáním s bilancí 7–10 ve dvouhře a 7–14 ve čtyřhře.
Slovinsko reprezentovala na Letních olympijských hrách 2012 v londýnském All England Clubu, kde s Katarinou Srebotnikovou nastoupila do ženské čtyřhry. Ve druhém kole je vyřadily druhé nasazené Italky Sara Erraniová a Roberta Vinciová.

## Finále na okruhu WTA Tour
| Legenda                                                   |
| --------------------------------------------------------- |
| D – dvouhra; Č – čtyřhra                                  |
| Grand Slam (0)                                            |
| Turnaj mistryň (0)                                        |
| WTA Elite Trophy (1–0 Č)                                  |
| Tier I / Premier Mandatory & Premier 5 / WTA 1000 (1–2 Č) |
| Tier II / Premier / WTA 500 (4–3 Č)                       |
| Tier III, IV & V / International / WTA 250 (0–1 D; 5–7 Č) |

### Dvouhra: 1 (0–1)
| Stav       | č. | datum             | turnaj             | povrch | soupeřka ve finále | výsledek      |
| ---------- | -- | ----------------- | ------------------ | ------ | ------------------ | ------------- |
| Finalistka | 1. | 13. července 2008 | Budapešť, Maďarsko | antuka | Alizé Cornetová    | 6–7(5–7), 3–6 |

### Čtyřhra: 23 (11–12)
| Stav       | č.  | datum             | turnaj                          | povrch     | spoluhráčka                  | soupeřky ve finále                                  | výsledek              |
| ---------- | --- | ----------------- | ------------------------------- | ---------- | ---------------------------- | --------------------------------------------------- | --------------------- |
| Finalistka | 1.  | 23. září 2007     | Portorož, Slovinsko             | tvrdý      | Jelena Lichovcevová          | Lucie Hradecká Renata Voráčová                      | 7–5, 4–6, [7–10]      |
| Finalistka | 2.  | 19. dubna 2009    | Barcelona, Španělsko            | antuka     | Sorana Cîrsteaová            | Nuria Llagosteraová Vivesová MJ Martínez Sánchezová | 6–3, 2–6, [8–10]      |
| Vítězka    | 1.  | 21. července 2013 | Bad Gastein, Rakousko           | antuka     | Sandra Klemenschitsová       | Kristina Barroisová Eleni Daniilidou                | 6–1, 6–4              |
| Finalistka | 3.  | 13. července 2014 | Bad Gastein, Rakousko           | antuka     | MT Torrová Florová           | Karolína Plíšková Kristýna Plíšková                 | 6–4, 3–6, [6–10]      |
| Vítězka    | 2.  | 20. července 2014 | Båstad, Švédsko                 | antuka     | MT Torrová Florová           | Jocelyn Raeová Anna Smithová                        | 6–1, 6–1              |
| Vítězka    | 3.  | 23. srpna 2014    | New Haven, Spojené státy        | tvrdý      | Sílvia Solerová Espinosová   | Marina Erakovicová Arantxa Parraová Santonjaová     | 7–5, 4–6, [10–7]      |
| Finalistka | 4.  | 12. října 2014    | Tchien-ťin, Čína                | tvrdý      | Sorana Cîrsteaová            | Alla Kudrjavcevová Anastasia Rodionovová            | 7–6(8–6), 2–6, [8–10] |
| Finalistka | 5.  | 8. srpna 2015     | Washington, D.C., Spojené státy | tvrdý      | Lara Arruabarrenová          | Belinda Bencicová Kristina Mladenovicová            | 5–7, 6–7(7–9)         |
| Vítězka    | 4.  | 27. září 2015     | Soul, Jižní Korea               | tvrdý      | Lara Arruabarrenová          | Kiki Bertensová Johanna Larssonová                  | 2–6, 6–3, [10–6]      |
| Finalistka | 6.  | 18. října 2015    | Hongkong, Čína                  | tvrdý      | Lara Arruabarrenová          | Alizé Cornetová Jaroslava Švedovová                 | 5–7, 4–6              |
| Vítězka    | 5.  | 23. září 2017     | Tokio, Japonsko                 | tvrdý      | MJ Martínez Sánchezová       | Darja Gavrilovová Darja Kasatkinová                 | 6–3, 6–2              |
| Finalistka | 7.  | 6. ledna 2018     | Brisbane, Austrálie             | tvrdý      | MJ Martínez Sánchezová       | Kiki Bertensová Demi Schuursová                     | 5–7, 2–6              |
| Finalistka | 8.  | 18. února 2018    | Dauhá, Katar                    | tvrdý      | MJ Martínez Sánchez          | Gabriela Dabrowská Jeļena Ostapenková               | 3–6, 3–6              |
| Finalistka | 9.  | 8. dubna 2018     | Charleston, Spojené státy       | antuka (z) | MJ Martínez Sánchezová       | Alla Kudrjavcevová Katarina Srebotniková            | 3–6, 3–6              |
| Vítězka    | 6.  | 24. června 2018   | Mallorca, Španělsko             | tráva      | MJ Martínez Sánchezová       | Lucie Šafářová Barbora Štefková                     | 6–1, 3–6, [10–3]      |
| Vítězka    | 7.  | 17. srpna 2019    | Cincinnati, Spojené sttáy       | tvrdý      | Lucie Hradecká               | Anna-Lena Grönefeldová Demi Schuursová              | 6–4, 6–1              |
| Vítězka    | 8.  | 27. října 2019    | Ču-chaj, Čína                   | tvrdý (h)  | Ljudmyla Kičenoková          | Tuan Jing-jing Jang Čao-süan                        | 6–3, 6–3              |
| Finalistka | 10. | 22. května 2021   | Parma, Itálie                   | antuka     | Darija Juraková              | Coco Gauffová Caty McNallyová                       | 3–6, 2–6              |
| Vítězka    | 9.  | 26. června 2021   | Bad Homburg, Německo            | tráva      | Darija Juraková              | Nadija Kičenoková Ioana Raluca Olaruová             | 6–3, 6–1              |
| Vítězka    | 10. | 8. srpna 2021     | San José, Spojené státy         | tvrdý      | Darija Juraková              | Gabriela Dabrowská Luisa Stefaniová                 | 6–1, 7–5              |
| Finalistka | 11. | 15. srpna 2021    | Montréal, Kanada                | tvrdý      | Darija Juraková              | Gabriela Dabrowská Luisa Stefaniová                 | 3–6, 4–6              |
| Finalistka | 12. | 9. ledna 2022     | Adelaide, Austrálie             | tvrdý      | Darija Juraková Schreiberová | Ashleigh Bartyová Storm Sandersová                  | 1–6, 4–6              |
| Vítězka    | 11. | 10. dubna 2022    | Charleston, Spojené státy       | antuka (z) | Magda Linetteová             | Lucie Hradecká Sania Mirzaová                       | 6–2, 4–6, [10–7]      |

## Postavení na žebříčku WTA na konci sezóny

### Dvouhra
| Rok    | 2004 | 2005   | 2006   | 2007   | 2008   | 2009   | 2010   | 2011   | 2012   | 2013   | 2014   | 2015 | 2016  | 2017 | 2018 | 2019 | 2020 |
| Pořadí | 412. | ▲ 298. | ▲ 216. | ▲ 137. | ▲ 131. | ▼ 259. | ▼ 323. | ▼ 337. | ▼ 508. | ▼ 830. | ▼ 833. | —    | 1179. | —    | —    | —    | —    |

### Čtyřhra
| Rok    | 2004 | 2005   | 2006   | 2007   | 2008   | 2009  | 2010   | 2011  | 2012  | 2013  | 2014  | 2015  | 2016  | 2017  | 2018  | 2019  | 2020  |
| Pořadí | 426. | ▲ 309. | ▲ 184. | ▲ 177. | ▲ 118. | ▲ 94. | ▼ 100. | ▲ 64. | ▼ 78. | ▲ 67. | ▲ 43. | ▲ 25. | ▼ 29. | ▲ 24. | ▲ 18. | ▼ 30. | ▼ 39. |